# Triacanthella nivalis
Triacanthella nivalis is een springstaartensoort uit de familie van de Hypogastruridae. De wetenschappelijke naam van de soort is voor het eerst geldig gepubliceerd in 1974 door Cassagnau & Deharveng.